# Sillago attenuata
Sillago attenuata är en fiskart som beskrevs av Mckay, 1985. Sillago attenuata ingår i släktet Sillago och familjen Sillaginidae. Inga underarter finns listade i Catalogue of Life.